# Rypticus bicolor
Rypticus bicolor är en fiskart som beskrevs av Valenciennes, 1846. Rypticus bicolor ingår i släktet Rypticus och familjen havsabborrfiskar. IUCN kategoriserar arten globalt som livskraftig. Inga underarter finns listade i Catalogue of Life.